# カレッジリーグ
株式会社カレッジリーグ（College league Co., Ltd.）は、大学生向けスポーツイベントなどの主催・運営を行っている日本の企業。
カレッジリーグは株式会社カレッジリーグの通称であるとともに、株式会社カレッジリーグの主催・運営しているイベントの総称である。
会社としてのカレッジリーグは1996年1月に東京都渋谷区に有限会社として設立され、1999年に株式会社へ組織変更した。代表取締役社長は長田明史（おさだ めいじ）。現在の本社は東京都渋谷区。
2023年、緊急雇用安定助成金を不正に受給したとして東京労働局より公表を受ける。刑事訴追は未定。

## スポーツイベント主催
年間40本以上の大学サークルを対象としたリゾート地合宿型トーナメント・都市通い型トーナメントを開催している。（サッカー、バスケットボール、ベースボール）
- レイクヤマナカカップ（ジャンル：サッカー／開催地：山中湖）
- サマー3大トーナメント（ジャンル：サッカー、バスケットボール、野球／開催地：全国）
- 年間15万人以上の大学生が参加。業界一の集客力を持つ。
- 2009年秋より新ジャンルとしてバレーボールが新設。2010年度より本格的始動する。

## スポーツブランド A-LINE 日本総代理店
イタリアのスポーツブランドである「A-LINE」の日本総代理店・エーラインジャポネスポーツとして、日本国内における商品企画・製造・販売を展開。

### 過去の契約チーム
サッカー
- 湘南ベルマーレ：2007年 - 2011年
- ザスパ草津 (現：ザスパクサツ群馬)：2009年 - 2012年
- FC琉球：2011年 - 2012年
- ブラウブリッツ秋田：2012年
- ツエーゲン金沢：2012年 - 2013年

バスケットボール
- 埼玉ブロンコス：2009年
- ライジングゼファーフクオカ：?年

## 大学生情報メディア
- 大学生向け情報誌「college magazine」の編集・制作・発行
- インターネット上のバーチャルコミュニティ大学「e-college × excite」の運営。大学生限定SNS&ポータルサイト。
- 2009年10月　「Dream e-college」としてリニューアルオープン。

## 関連団体 NPO法人スポーツエンターテイメント
スポーツを通じて子どもたちの健全な育成を支援することを目的に、サッカークラブチーム・サッカースクールの設立や、「子どもの声に耳をかたむける電話 チャイルドライン」の普及を目的とした小学生向けスポーツイベントの企画、主催・運営などを行っている。
- チャイルドライン湘南ジュニアサッカーフェスティバル